# Peribea (ninfa)
Peribea (in greco antico: Περίβοια?, Períboia), è un personaggio della mitologia greca. Fu una ninfa naiade e regina di Sparta.

## Genealogia
Probabilmente figlia del fiume Eurota, sposò Icario e divenne madre di Penelope, Toante, Perileo, Damasippo, Imeusimos (Ἰμεύσιμος) ed Alete.

## Mitologia
Sua figlia Penelope sposò Odisseo ed il figlio Perileo fu l'accusatore di Oreste che fu l'uccisore della cugina Clitennestra.